# 극장판 나루토 질풍전: 로드 투 닌자
로드 투 닌자(영어: ROAD TO NINJA -NARUTO THE MOVIE-)은 2012년 공개된 일본의 애니메이션 영화로, 만화 《나루토》를 원작으로 한 텔레비전 애니메이션의 9번째 극장판 작품이다.

## 한국어 더빙 제작진
목소리 출연
- 이선주 - 나루토 / 나루토(흑) 役
- 여민정 - 사쿠라 役
- 홍시호 - 마다라 役
- 최원형 - 미나토 役
- 김영은 - 쿠시나 役
- 송도영 - 츠나데 役
- 이자명 - 시즈네 役
- 손원일 - 카카시 役
- 김영선 - 사스케 役
- 서윤선 - 시노 役
- 이계윤 - 이노 / 키바 엄마 役
- 한신정 - 텐텐 役
- 시영준 - 가이 役
- 박성태 - 사이 役
- 정명준 - 시카마루 役
- 김영찬 - 쵸지 役
- 현경수 - 키바 役
- 정유미 - 히나타 役
- 홍범기 - 리 / 사쿠라 아빠 役
- 신용우 - 네지 / 이노 아빠 役
- 노민 - 가마분타 役
- 민응식 - 구미 役
- 장광 - 지라이야 役
- 구자형 - 이타치 役
- 문관일 - 키사메 役
- 이광수 - 히단 役
- 이장우 - 카쿠즈 役
- 정재헌 - 데이다라 役
- 정혜옥 - 사쿠라 엄마 役
- 김정은 - 쵸지 아빠 役
- 김기흥 - 제츠백 / 이루카 役
- 권성혁 - 테우치 役
- 김국진 - 가마리키 役

우리말 제작

<기획/진행/사업>
- 수입: 애니박스엔터테인먼트
- 배급: 씨너스엔터테인먼트(주)

<기술/제작>
- 종합편집: 고재식, 김지선
- 더빙 및 서라운드 믹스: 김세광, 박지혜, 김수현, 두지현

<녹음연출>
- 더빙번역: 정은
- 번역감수: 정영인
- 더빙연출: 유선주
- 우리말 제작: 투니버스